# Himyar

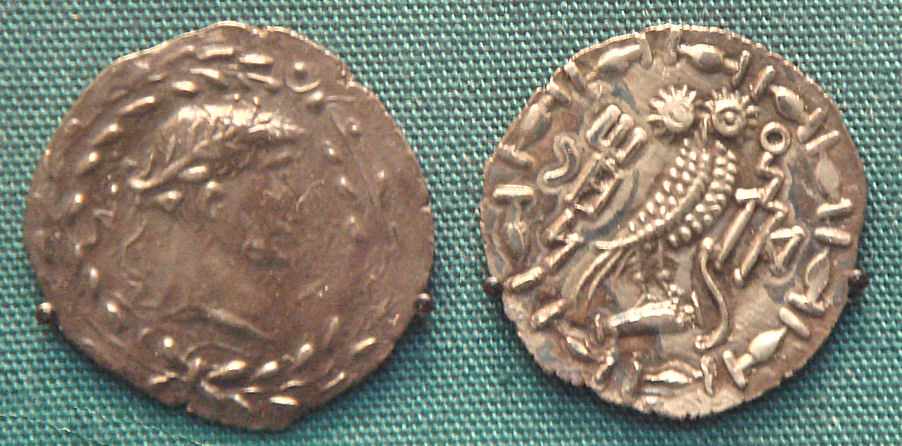
Moneta aurea himyarita del I secolo d.C. (British Museum, Londra): segno di una elevata tecnologia al servizio di una realtà istituzionale avanzata, ma sprovvista di adeguata documentazione.

Himyar (in arabo حِمير‎?, Ḥimyar) è il nome che gli Arabi musulmani dettero al regno neo-sabeo sud-yemenita attivo tra il 110 a.C. e il 520, prima della sua conquista e della conversione dei suoi abitanti a seguito della disfatta subita dalla "profetessa" Sajāḥ.

## Storia
È probabile che il nome sia quello di una confederazione tribale - con capitale Zafār - formatasi alla fine del II secolo a.C., con la quale gli Arabi peninsulari erano entrati in proficuo contatto economico-commerciale e culturale fin dall'età preislamica.
Il potere himyarita spostò a Ṣanʿāʾ la sua capitale quando la popolazione conobbe un notevole incremento nel V secolo d.C..
Il potere passò ai sovrani provenienti dalla tribù di dhū Raydān e per questo motivo il loro regno fu chiamato Raydān, come figura anche nella loro monetazione e nelle loro iscrizioni.
Il regno conquistò poi per la prima volta la vicina Saba' verso il 25 a.C., Qataban intorno al 200 d.C. e Haḍramawt nel 300 d.C. circa.
Nel IV secolo si assistette a un parziale processo di ebraizzazione e al relativo abbandono della cultura pagana, per volontà della dinastia di tubbaʿ regnante, fenomeno che  - unitamente alla cospicua presenza cristiana nella grande oasi di Najrān - è stato visto come anticipatore del lento affermarsi delle concezioni monoteistiche della Penisola dapprima e del Ḥijāz successivamente, senza dimenticare comunque l'influenza scaturita dall'occupazione del paese da parte dei persiani sasanidi nel 570 d.C. circa.
Secondo tradizioni e documenti arabi, siriaci e abissini, il re Dhū Nuwās si convertì al giudaismo, mettendo in atto nel 523 una violenta persecuzione contro i cristiani. Le fonti cristiane insistono sull'episodio dell'assedio alla città di Najrān, il cui assedio non sortì effetti, inducendo il re a promettere che, se i cristiani gli avessero aperto le porte pacificamente, non avrebbe perpetrato alcuna violenza. Non fu così. Quando la città gli aprì le porte, Dhū Nuwās ordinò il massacro di quanti non avessero abbandonato la fede cristiana e, come monito, disseppellì il corpo del vescovo Paolo e lo arse.
Gli Acta di Areta di Najrān ricordano il martirio di Areta, uno dei notabili della città, il quale fu ucciso con 340 compagni il 24 ottobre del 523. I documenti agiografici leggono ovviamente l'episodio dell'assedio in chiave esclusivamente religiosa, mentre ignorano il cospicuo debito contratto dal re nei confronti dei mercanti cristiani dell'oasi e la sua difficoltà (e flebile intenzione) di rifonderlo.

### Conquista sasanide
Il generale axumita Abraha alla fine depose Sumyafa Ashwa e divenne il nuovo sovrano di Himyar. A lui successe il figlio Masruq ibn Abraha che continuò il viceregno nello Yemen e continuò a pagare tributi ad Axum.
Suo fratello materno Ma'adi Yakrib però si rivoltò a Himyar e cercò prima l'aiuto di Giustiniano, che rifiutò, e poi di Cosroe I dei Sasanidi, il quale inviò invece una piccola flotta, comandata dal generale Wahrez, per deporre Masqur, scatenando così la guerra axumita-persiana. Il conflitto culminò con l'assedio e la conquista della capitale Sana'a, Wahrez pose Ma'adi Yakrib sul trono Himyar come vassallo dei Persiani.
Nel 575 o 578, la guerra riprese dopo che Ma'adi Yakrib fu ucciso da servitori axumiti. Wahrez guidò un esercito di 8000 uomini e pose fine al controllo axumita sullo Yemen. Lo stato fu poi annesso come provincia sasanide, con Wahrez posto come governatore, e tale sarebbe rimasto fino all'arrivo degli arabi nel VII secolo.